# Dravski Dvor
Dravski Dvor este o localitate din comuna Miklavž na Dravskem polju, Slovenia, cu o populație de 573 de locuitori.